# Tamagozake
Tamagozake (卵酒 or 玉子酒) é um coquetel japonês que consiste em misturar saquê aquecido, açúcar ou mel e um ovo cru. A tradução literal é "saquê de ovo", compondo os kanji 卵 tamago (ovo) e 酒 sake (saquê), considerando-se que no nome composto o termo sake passa para zake em função de um fenômeno morfológico denominado rendaku. 

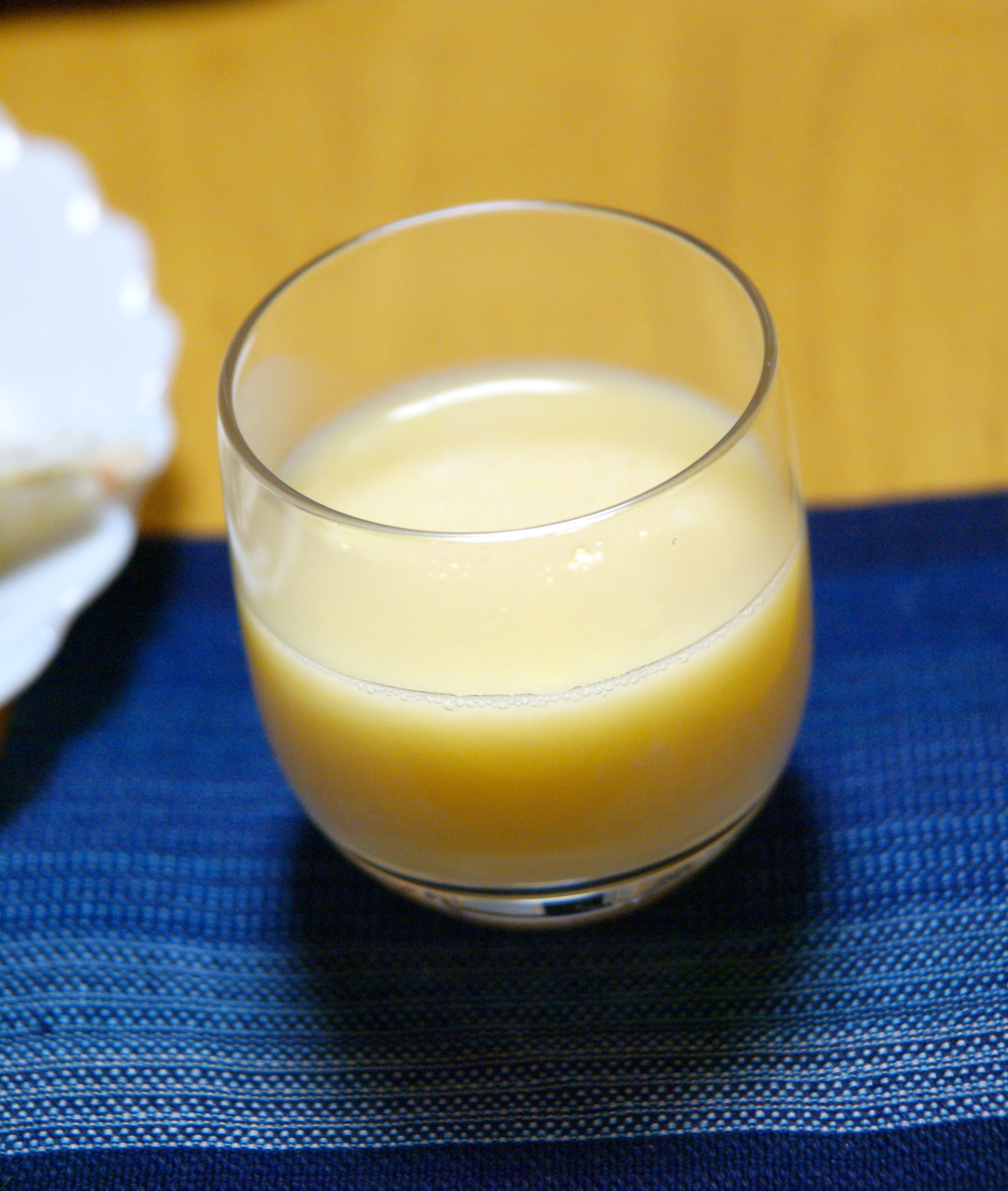
Um copo de tamagozake

O coquetel também é utilizado como  remédio caseiro tradicional para o resfriado comum no Japão, com pesquisas científicas sobre o tema.
Apesar de ser uma bebida alcoólica, às vezes é administrado como remédio para resfriados para crianças e adultos, assim como os hot toddies são usados nos países ocidentais.

## Receita
Como a maioria dos remédios caseiros, existem várias receitas variantes para o tamagozake, mas as propriedades básicas são as mesmas. 
Ingredientes:
- 1 ovo
- 1 colher de sopa (15 ml) de mel
- 200 ml de saquê

Para fazer uma versão não alcoólica, pode-se usar leite como substituto do saquê.